# Alooa
Alooa is een bestuurslaag in het regentschap Noord-Nias van de provincie Noord-Sumatra, Indonesië. Alooa telt 738 inwoners (volkstelling 2010).